# 설비관리
설비관리(設備管理, facility management)는 설비의 조사·연구·설계·제작·설치로부터 가동 후의 성능유지 등 폐물화될 때까지의 설비의 생산성 향상을 도모하는 기술이다. 생산의 기계화·자동화·고도화의 진전에 따라 설비에 대한 의존도, 설비투자액의 증대가 실현되고, 투자효과의 유지·향상을 위하여는 설비의 선정. 설비의 효율적 활용이 필요하다.
설비관리는 광의로는 다음을 포함한다.
- 공장의 배치와 설계
- 건설과 설치
- 보전수리와 설비의 갱신
- 유틸러티(utility)의 운전
- 공장의 안전관리

협의로는 설비의 보전관리만을 의미한다.

## 설비보전
설비의 성능을 유지하기 위하여는 부품의 대체(代替)·보수(補修)활동 등 보전비용이 발생하는데, 이 보전활동을 소홀히 하면 기계의 노후화·정지등의 손실이 발생한다. 따라서 설비 보전은 보전비용+노후화·정지 손실을 최소로 하는 수준에서 보전활동의 정도가 결정된다.

## 설비의 노후화·고장정지 손실
설비보전 활동을 소홀히 함으로써 발생되는 손실항목은 다음과 같다.
- 생산수량 저하에 의한 손실 ― 이는 한계이익×생산저하 수량으로 나타난다.
- 품질저하 손실 ― 설비의 노후화에 따라 생기는 품질저하에 의한 손실로서 판매단가의 차액×수량, 불량품 처리비용, 신용의 저하 등이 있다.
- 비용증가에 대한 손실 ― 원재료·투입노무 등 투입원단위(投入原單位)의 증가에 의한 손실.
- 납기지연손실 ― 시간외 작업·심야작업 등의 증가와 벌과금지불·체선료(滯船料)·신용의 저하.
- 안전 및 사기저하에 의한 손실 ― 설비고장의 빈번한 발생은 종업원의 작업의욕을 저하시키는 한 원인이 되며, 공해발생의 원인도 된다.

## 설비보전의 방식
설비의 고장이나 사고를 미연에 방지하기 위하여는 예방보전(PM：preventive maintenance)이 필요하고, 검사·수리기준·수지계획 등 통계적 자료가 필요하다. 설비보전의 방식은 다음과 같다.

### 예방보전
예방보전(豫防保全, PM：preventivemaintenance)은 정기적인 설비의 검사와 설비의 정비업무의 둘로 크게 나눌 수가 있다.
PM의 총비용()=생산정지에 의한 손실()+보전비용()
PM수리·돌발고장 수리의 발생횟수는 PM검사주기에 따라 다르게 되고, 주기가 짧으면 수리횟수는 증가되어 사전보수(事前補修)가 많이 발생하는 반면 돌발고장의 기회는 감소된다. ,은 보전공(保全工)의 수가 많으면 설비의 정지시간이 단축되어 의 값이 감소하는반면 의 값이 크게 된다.

### 정기보전
정기보전은 매일 또는 매주마다 행하는 설비의 점검·소제·조정·급유·대체 등을 뜻한다.

### 개량보전
개량보전(CM：corrective maintenance)은 설비가 고장난 후 보수하는 것뿐만 아니라, 소규모 설계변경·재료개선·부품대체 등설비수명 연장, 노후화 방지를 위한 보전활동이다.

### 보전예방
설비보전은 PM, CM 등의 보전활동만이 목적이 아니고, 설비의 설계단계에서부터 보전을 요하지 않는 설비를 설계할 필요가 있다. 신뢰성이 높은 설비를 설계·제작하고자 하는 활동을 보전예방(MP：maintenance prevention)이라고 한다.
신뢰성(信賴性)은 일반적으로 신뢰도로 측정되며, 이것은 시스템과 설비가 규정된 조건으로 규정된 기간 동안 규정된 기능을 수행하는 확률을 말한다.
보전성은 보전도(maintenability)로 측정되며, 보전도는 수리 가능한 시스템과 설비의 고장발생 후 규정된 조건으로 수리할 때 규정된 시간 안에 수리가 완료되는 확률을 뜻한다. 따라서 보전예방은 설비의 신뢰도와 보전도를 효율적으로 설계하여 설비의 가동률을 높이는 활동을 말한다.

### 설비보전의 조직
설비보전 업무는 기술(설비의 성능분석·고장분석, 각종 기준의 작성, 설비 개선·대체분석), 관리(보전작업계획 및 관리·작업지시·예산편성·보전기록 및 보고·보전효과 측정·예비품관리) 및 직접 작업(검사·정비·수리) 등이 포함된다.
따라서 보전작업은 조직적으로 수행할 필요가 있으며, 그 조직형태는 다음과 같이 나눌 수 있다.
- 집중보전(集中保全) ― 1인의 보전책임자 밑에서 보전 활동을 집중적으로 수행하는 조직형태
- 지역보전(地域保全) ― 조직상으로는 집중보전과 동일하나, 제품별·제조부문별 또는 지리적으로 보전업무가 분산 배치되는 조직형태
- 부문보전(部門保全) ― 보전업무는 각 제조부문에 분산되고, 제조부문의 책임자에 의하여 보전 업무가 지시·감독되는 조직형태
- 절충보전(折衷保全) ― 위의 3가지를 절충한 조직형태

### 설비보전의 작업관리
보전작업은 우발적 긴급작업이므로 일정계획의 수립이 불가능하고, 보전작업에 대한 작업연구의 미비로 작업능률이 낮은 것이 일반적이다. 그러나 근래에는 예방보전의 도입으로 보전작업의 시간표준이 연구되고 있고, 작업표준의 설정도 UMS(universal maintenance standards), MTM(method-time measurement) 등의 방법에 의존하고 있다.
UMS의 기본적인 접근법은 다음과 같다.
- 보전작업 시간을 벤치마크(bench mark：基準作業)의 내용과 비교 결정하고 준비시간·여유시간을 가산한다.
- 벤치마크는 MTM을 기준한 PTS법(predetermined elementaltime standards)에 따라 설정된다.
- 이 비교에 의하여 보전작업은 시간의 그룹에 따라 평균적시간이 할당된다. 미국 해군은 UMS를 채용, 항구시설의 보전 작업을 수행하고 있으며, 작업능률도 보통 50% 이하에서 90∼95%까지 향상되고 있다.

### 설비보전의 효과측정
설비보전 활동의 효과는 측정하기가 곤란하다. 왜냐하면 설비보전의 효과가 생산성이라는 종합적인 결과로 나타나기 때문이다.프릴(V. Z. Priel)에 의한 효과측정 방법은 보전의 유효성·보전작업량·보전비용의 3가지 측면에서 20개의 비교법이 제시되고 있다. 이 중 대표적인 것을 보면 다음과 같다.
- 보전의 유효성(maintenance effectiveness)
- 보전작업량(amount of maintenance)

또한 러크(W. S. Luck)에 의한 듀퐁(Du Pont)방식은 계획·작업량·비용·생산성을 4가지 기본기능으로 보고, 도표로써 종합적인 성과를 측정한다. 즉〔표 3〕과 같은 개별 요소에 따라 수(秀：E) 우(優：G), 보통이상(+A), 보통(A), 보통 이하(-A), 불량(P)의 6단계로 평가하여 종합평가를 실시한다.
| 〔표 3〕 평가요소와 데이터의 예 |                                                                         |                   |              |
| 요 소                           | 요 소                                                                   | 현 재 의 조사결과 | 장래의 목 표 |
| 계 획                           | 노동효율(수리공의 숙련과 노력의 비율), 타임스터디, 워크 샘플링에 의한다 | 65.0%             | 80.0%        |
| 계 획                           | 주별계획 보전공사(工數)의 전보전(全保全) 공수에 대한 비율               | 50.0%             | 85.0%        |
| 계 획                           | 월별 돌발작업 공수(工數)의 전공수에 대한 비율                           | 15.0%             | 4.0%         |
| 계 획                           | 월별 시간외 작업공수의 전공수에 대한 비율                               | 8.0%              | 2.0%         |
| 작 업 량                        | 현보존량(週)                                                            | 5.0주             | 3.0주        |
| 작 업 량                        | 총보존량(週)                                                            | 8.5주             | 5.0주        |
| 작 업 량                        | 월별 예방 보전공수의 전공수에 대한 비율                                 | 10.0%             | 25.0%        |
| 작 업 량                        | 월별 정기보전공수의 전공수에 대한 비율                                  | 90.0%             | 75.0%        |
| 코 스 트                        | 설비투자에 대한 보전비의 비율                                           | 10.5%             | 6.0%         |
| 코 스 트                        | 기준기간에 대한 제품단위당 보전비의 증감비율                            | +15.0%            | -10.0%       |
| 코 스 트                        | 직접보전비 및 일반보전비의 총보전비에 대한 비율                         | 65.0%             | 85.0%        |
| 코 스 트                        | 간접보전비의 총보전비에 대한 비율                                       | 35.0%             | 15.0%        |
| 생 산 성                        | 작업자의 가동률(work sampling)                                          | 55.0%             | 75.0%        |
| 생 산 성                        | 예측효과의 비율(계획 제2항의 실행률)                                    | 40.0%             | 75.0%        |
| 생 산 성                        | 보전이유에 대한 기계정지시간 비율                                       | 12.0%             | 3.0%         |
| 생 산 성                        | 기준기간에 대한 보전비 1달러당 생산량의 증감비율                        | -17.0%            | +12.0%       |

## 같이 보기
- 빌딩 정보 모델링
- 시설관리
- 수위 (직업)